# 黄先郁
尤金妮·达玛维纳塔（1926年11月26日—2002年），本名黄先郁，另译黄仙玉，印度尼西亚华裔艺术评论家。

## 生平
黄氏于1926年出生在马格朗。1949年至1953年，她在印度尼西亚大学工程科学学院（现为万隆理工学院艺术与设计学院）的绘画师范大学教育中心学习艺术，然后在荷兰继续她的艺术史研究。
1956年回到雅加达后，他开始为《明星周刊》杂志撰写艺术评论专栏，直至该杂志于1961年被政府查禁。在此期间，她的作者身份最常被标记为“我们的美术助手”（Pembantu Seni Lukis Kita）。

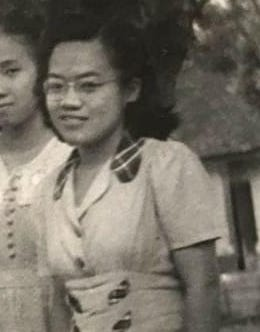
青年时期的黄氏

1965年悲剧发生后，由于新秩序的种族政治压力，黄氏将她的名字改为尤金妮·达玛维纳塔（Eugenie Darmawinata）。离开艺术评论界后，她继续做很多事情，包括出售自己制作的手工艺品，并在家里开设了一家广告公司。
2002年她在雅加达去世。
2019年，雅加达艺术委员会出版了她的文集《来自我们的美术助手：黄先郁1956-1961年作品集》。 